# Askoll
Askoll EVA S.p.A è una casa motociclistica italiana che produce scooter elettrici, biciclette a pedalata assistita e monopattini elettrici. Fondata nel 2014, ha sede a Dueville, Vicenza e fa parte del gruppo Askoll Holding S.r.l.

## Storia
Askoll EVA è stata fondata nel 2014 dal Elio Marioni, presidente di Askoll Holding, dopo due anni di sviluppo all'interno del reparto di ricerca della casa madre. Per finanziare la neonata sussidiaria il gruppo ha venduto uno dei suoi stabilimento produttivi.
I primi modelli di biciclette e scooter sono entrati in produzione nel 2015 denominati “eB” (electric bike) ed “eS” (electric scooter). Tali veicoli sono equipaggiati con motori elettrici e accumulatori prodotti dalla stessa casa madre.
Nel 2016 l'azienda ha presentato il prototipo di un quadriciclo elettrico a due posti (la Askoll Elò) inizialmente destinata alla produzione ma successivamente, a causa degli alti costi e alla mancanza di un partner industriale, il progetto venne accantonato.
Nel 2017, il servizio postale austriaco ha ordinato una flotta di scooter elettrici Askoll per il suo servizio di consegna. Inoltre nello stesso anno Askoll è divenuta fornitore dello scooter sharing MiMoto.
Nel luglio 2018 la società è diventata pubblica venendo quotata in borsa all’indice AIM Italia.
Nello stesso anno è iniziata una partnership con il fornitore spagnolo di scooter sharing eCooltra.
Nel 2019 Askoll EVA ha presentato all’EICMA una serie di unità motrici elettriche per e-bike vendute anche a terzi.
Nei primi mesi della pandemia di COVID-19, l’azienda ha dovuto chiudere le attività per sei settimane a seguito del lockdown imposto dal governo italiano. A causa della pandemia, nella prima metà del 2020 le attività sono crollata drasticamente (le vendite si sono contratte del 62%).
Nell'estate del 2020 è stata presentata la nuova famiglia di scooter elettrici NGS disegnati dalla Italdesign, un'evoluzione dei modelli eS, caratterizzati da una guida più silenziosa e connettività Bluetooth.

## Veicoli in produzione

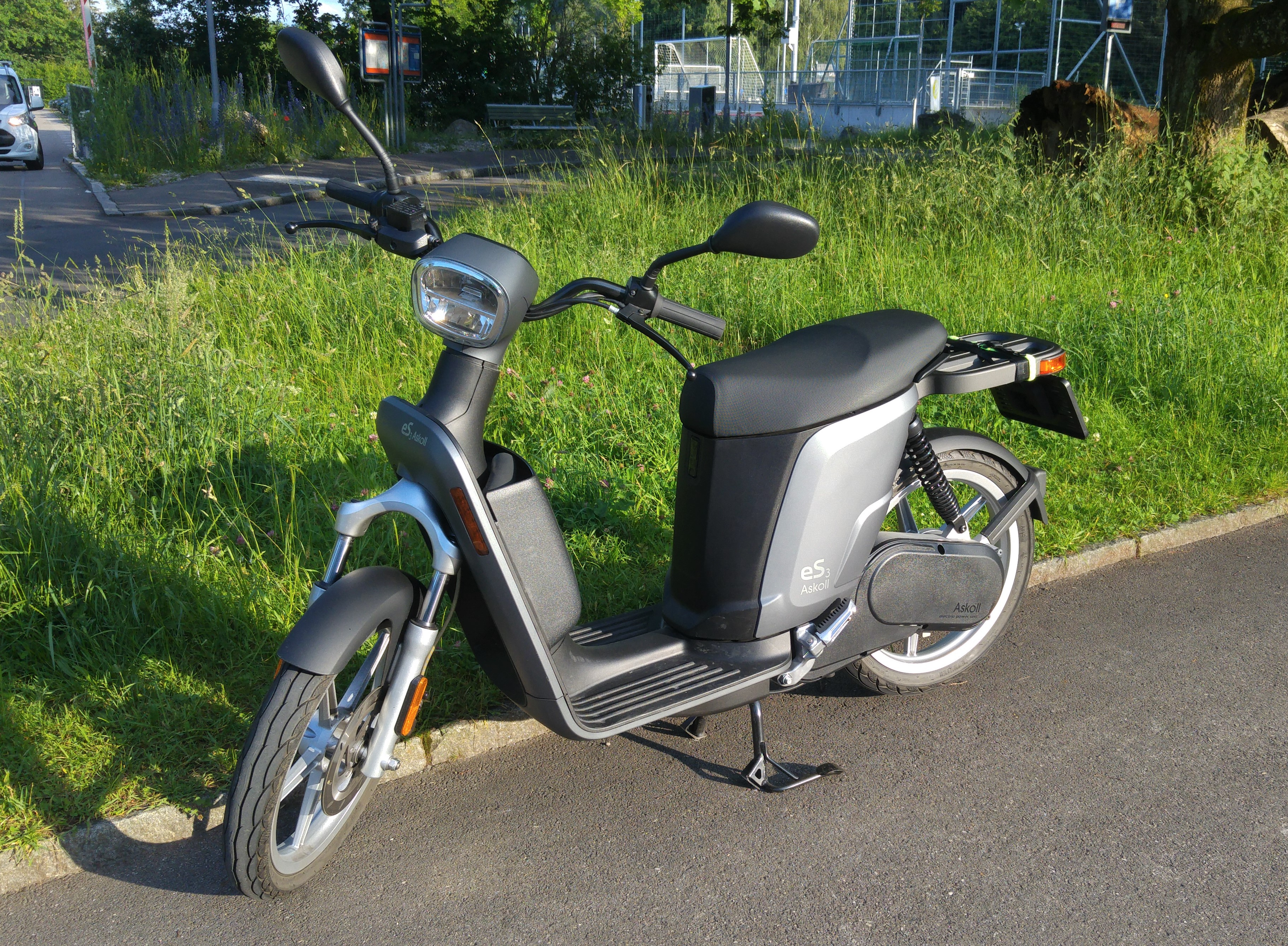
Il modello Askoll eS_{3}

### Scooter elettrici
- Askoll serie eS
- Askoll serie NGS

### Biciclette
- Askoll serie eB
- Askoll Ebolt